# Charlie Munger
Charles Thomas Munger (Omaha, Nebraska, 1 de enero de 1924-Santa Bárbara, California 28 de noviembre de 2023)fue un empresario, inversor, hombre de negocios y  filántropo estadounidense. Fue vicepresidente de Berkshire Hathaway, el conglomerado controlado por Warren Buffett; Buffett ha descrito a Munger como su socio. Munger fue presidente de Wesco Financial Corporation desde 1984 hasta 2011. Fue también presidente del Daily Journal Corporation, de Los Ángeles, California, y uno de los directores de Costco Wholesale Corporation.

## Educación
Munger nació en Omaha, Nebraska. Siendo un adolescente trabajó en Buffett & Son, una tienda de comestibles propiedad del abuelo de Warren Buffett.
Después de matricularse en la Universidad de Míchigan, donde  estudió matemáticas, nunca regresó a Omaha excepto de visita. A comienzos de 1943, unos cuantos días después de su 19.º cumpleaños,  dejó la universidad para servir en el Cuerpo Aéreo del Ejército de los EE. UU., donde  llegó a ser alférez. Continuó sus estudios en meteorología en Caltech en Pasadena, California, la ciudad  que convertiría en su hogar.
A través del G.I. Bill completó varios cursos avanzados en diversas universidades; ingresó en la Harvard Law School aún sin poseer una licenciatura, graduándose magna cum laude con un J.D. en 1948. En Harvard  fue miembro  del Harvard Legal Aid Bureau.
En la universidad y el Ejército desarrolló "una habilidad importante": jugar a las cartas. “Lo que tienes que aprender es a retirarte pronto cuando las probabilidades están en tu contra, o si tienes una gran ventaja, apostar fuerte porque una gran ventaja no aparece cada vez. La oportunidad viene, pero no viene a menudo, así que aprovecha cuando llegue.”

## Trayectoria como inversionista
Se trasladó con su familia a California, donde  comenzó a trabajar para la firma de abogados Wright & Garrett (posteriormente Musick, Peeler & Garrett). En 1962  funda y trabaja como abogado de bienes raíces en Munger, Tolles & Olson LLP. Posteriormente abandona la práctica de la abogacía para concentrarse en la gestión de inversiones y más tarde se asocia con Otis Booth para el negocio de desarrollos inmobiliarios. A continuación se asocia con Jack Wheeler para formar Wheeler, Munger, y Compañía, una empresa de inversión registrada en la Pacific Coast Stock Exchange. En 1976 liquida Wheeler, Munger, y Compañía después de pérdidas del 32% en 1973 y del 31% en 1974.
A pesar de que Munger es más conocido por su asociación con Buffett, él mismo creó una sociedad de inversión de 1962 a 1975. Según el ensayo de Buffett, "The Superinvestors of Graham-and-Doddsville", publicado en 1984, la sociedad de inversión de Munger generó beneficios anuales compuestos del 19.8 % durante el periodo 1962-75 comparado con una apreciación del 5 % para el índice Dow.
Munger fue anteriormente el presidente de Wesco Financial Corporation, que es actualmente una filial de Berkshire Hathaway. Comenzó como una  mutua de ahorros y préstamos, pero finalmente creció hasta llegar a controlar Precision Steel Corp., CORT Furniture Leasing, Kansas Bankers Surety, y otras compañías. Wesco Financial también gestionó participaciones por encima de $1.5 mil millones en compañías como Coca-Cola, Wells Fargo, Procter & Gamble, Kraft Foods, US. Bancorp, y Goldman Sachs. Munger cree que mantener un número concentrado de acciones, de compañías que se conozcan extremadamente bien, produce retornos superiores en el largo plazo.
Wesco se encuentra en Pasadena, California, la ciudad adoptiva de Munger. Pasadena es también el lugar en el que se celebra la reunión anual de los accionistas de la compañía, la cual tiene lugar normalment el miércoles o jueves después de la más famosa reunión anual de Berkshire Hathaway. Las reuniones con Munger  eran casi tan legendarias en la comunidad de inversión como aquellas en las que actuaba como coanfitrión con Buffett en Omaha.

## Filosofía de inversión

### "Sabiduría mundana elemental"
En múltiples charlas y en el libro Poor Charlie's Almanack, Munger introdujo el concepto de "sabiduría mundana elemental" en lo que se refiere a los negocios y las finanzas. La sabiduría mundana elemental de Munger constaba de un conjunto de modelos mentales que ejemplificó como una especie de 'celosía' que sirve para ayudar a solucionar problemas empresariales complejos.
Munger, junto con Buffett, era una de las inspiraciones principales detrás del libro Seeking Wisdom: From Darwin to Munger. En dicho libro, Peter Bevelin explicó sus aprendizajes claves de ambos en una entrevista realizada en 2007: "Cómo pensar sobre negocios e inversión, cómo comportarse en la vida, la importancia de la ética y la honradez, cómo abordar los problemas pero sobre todo cómo reducir la posibilidad de encontrarse con los problemas." Bevelin declaró que anteriormente, "carecía de la capacidad de Munger de deshacerse de sus ideas más queridas cuando era necesario".

Munger defendía que los estándares éticos elevados son parte integral de su filosofía; en la reunión anual de Wesco Financial Corporation de 2009 dijo, "los buenos negocios son negocios éticos. Un modelo empresarial que se basa en el engaño está condenado a fallar." Durante una entrevista y una sesión de preguntas y respuestas en la Harvard-Westlake School el 19 de enero de 2010, Munger se refirió al filósofo americano Charles Frankel en su discusión sobre la crisis financiera de 2007–08 y su filosofía de la responsabilidad. Munger explicó que Frankel creía que:

...El sistema es responsable en proporción al grado en el que las personas que toman las decisiones soportan las consecuencias de las mismas. Así que para Charlie Frankel, no creas un sistema de préstamo donde todas las personas que realizan los préstamos rápidamente se los endosan a alguien más a través de mentiras y bobadas, y no asumen la responsabilidad cuándo los préstamos son buenos o malos. Para Frankel, eso es inmoral, eso es un sistema irresponsable.
Munger era crítico con las criptomonedas, refiriéndose a Bitcoin como un "veneno". Al comienzo de 2018  llegó a comparar a bitcoin con "cerebros de bebé cosechados" en una entrevista con Yahoo Finance.

### El efecto Lollapalooza
Munger utilizaba el término "Efecto Lollapalooza" para sesgos múltiples, tendencias o modelos mentales que actúan al mismo tiempo y en la misma dirección. Con el efecto Lollapalooza, él mismo un modelo mental, el resultado es a menudo extremo, debido a la confluencia de varios modelos mentales, sesgos o tendencias que actúan juntos, aumentando mucho la probabilidad de comportamientos irracionales.
Durante una charla en Harvard en 1995 titulada The Psychology of Human Misjudgment, Munger menciona las fiestas Tupperware y las subastas de puja abierta, donde  explica "tres, cuatro, o cinco de estas cosas trabajando juntas y  convirtiendo cerebros humanos en setas," queriendo decir que personas normales sucumbirán con alta probabilidad a las tendencias irracionales múltiples que actúan en la misma dirección. En las fiestas Tupperware,  hay tendencias de reciprocidad, consistencia y compromiso, y demostración social. (La anfitriona da la fiesta y la tendencia es a la reciprocidad con ella; dices durante la fiesta que te gustan ciertos productos por lo que adquirirlos da muestra de consistencia con tus propias opiniones; otras personas están comprando, lo cual es un ejemplo de demostración social.) 
En la subasta de puja abierta hay prueba social dado que otros están pujando, tendencia a la reciprocidad, compromiso de compra del objeto, y síndrome de reacción a la privación, o en otras palabras, sentido de pérdida. El último es un sentimiento individual de pérdida de quien cree que algo es ya suyo. Estas tendencias ocurren a menudo en el ámbito consciente o subconsciente, y tanto en la escala microeconómica como en la macroeconómica.

## Riqueza y filantropía
A fecha de febrero de 2018, Munger tenía una riqueza neta estimada de $2.400 millones, según la Revista Forbes.

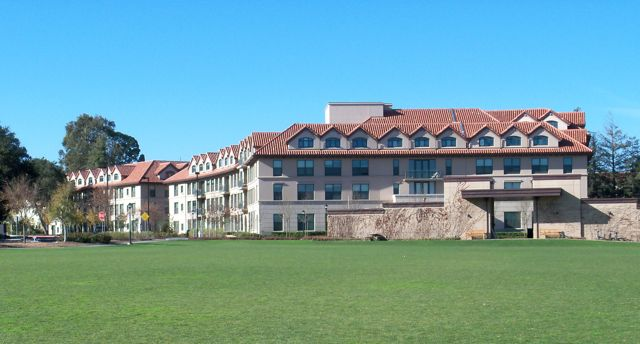
Residencia de estudiantes Munger en la Universidad de Stanford

Munger era un importante benefactor de la Universidad de Míchigan. En 2007, Munger hizo una donación de $3 millones a la Universty of Michigan Law School. En 2011, Munger hizo otra donación de $20 millones para renovaciones del complejo de alojamientos del Club de Abogados, que cubriría la mayor parte del coste total de $39 millones. La porción renovada del Club de Abogados se rebautizó como la residencia Charles T. Munger en su honor.
El 28 de diciembre de 2011, Munger regaló a la Universidad de Míchigan. 10 participaciones de Berkshire Hathaway (Clase A) (actualmente valoradas en $288,200 por participación, o $2.88 millones en total).
El 18 de abril de 2013, la Universidad de Míchigan anunció la donación más grande de su historia: $110 millones de regalo de Munger para financiar una nueva residencia para la comunidad de becarios, donde los estudiantes de posgrado de disciplinas múltiples puedan vivir e intercambiar ideas. 
Además de a la Universidad de Míchigan, Munger y su segunda esposa Nancy B. Munger fueron importantes benefactores de la Stanford University. Nancy Munger fue alumna de Stanford, y Wendy Munger, la hija de un matrimonio anterior de Charlie Munger, fue también alumna. Tanto Nancy como Wendy Munger sirvieron como miembros de la junta directiva de Stanford. En 2004, los Mungers donaron a Stanford 500 participaciones de Berkshire Hathaway (Clase A), entonces valoradas en $43.5 millones, para construir un complejo de alojamientos de estudiantes de posgrado.
Adicionalmente a todas estas donaciones, son también reseñables una donación de $1.8 millones al Marlborough School de Los Angeles. Charlie y su esposa también donaron a la Polytechnic School de Pasadena. 
Munger fue fideicomisario de la Escuela Harvard-Westlake en Los Ángeles durante más de 40 años, y anteriormente se desempeñó como presidente de la junta directiva. Sus cinco hijos e hijastros, así como al menos un nieto, se graduaron de la escuela preparatoria. En 2009, Munger donó ocho acciones de Berkshire Hathaway Clase A, por un valor de casi $ 800,000, a Harvard-Westlake. En 2006, Munger donó 100 acciones de Berkshire Hathaway Clase A, por entonces valoradas en $ 9.2 millones, a la escuela para una campaña de construcción en el campus de la escuela secundaria de Harvard-Westlake. Los Mungers habían hecho previamente un regalo para construir el Centro de Ciencias Munger de $ 13 millones en el campus de la escuela secundaria, un aula de dos pisos y un laboratorio que se inauguró en 1995 y ha sido descrito como "el sueño de un profesor de ciencias". El diseño del Centro de Ciencias fue sustancialmente influenciado por Munger.
En octubre de 2014, Munger anunció que donaría $ 65 millones al Instituto Kavli de Física Teórica de la Universidad de California, Santa Bárbara. Este es el regalo más grande en la historia de la escuela. La donación se destinará a la construcción de un edificio residencial para visitantes del Instituto Kavli en un esfuerzo por reunir a los físicos para intercambiar ideas, tal como Munger dijo: "hablar entre ellos, crear cosas nuevas, intercambiar ideas".
Munger no fue firmante de la iniciativa iniciada por su socio Warren Buffett y por Bill Gates, conocida como The Giving Pledge.

## Vida personal
En 1945, mientras estudiaba en Caltech, Munger se casó con Nancy Huggins, hija de Frederick R. Huggins y Edith M. Huggins. En su primer matrimonio con Nancy Huggins, Munger tuvo a tres niños, Wendy (exabogada corporativa de la Stanford University), Molly (abogada de derechos civiles y fundador de una iniciativa para elevar el nivel de impuestos de California destinados a la educación pública) y Teddy (quien falleció a los nueve años de edad debido a una leucemia).
Después del divorcio de Munger, se volvió a casar al cabo de un par de años.
El 22 de julio de 2002, la primera esposa de Munger, Nancy Huggins Freeman, murió de cáncer a los 76 años. 
De su matrimonio con Nancy Barry, Munger ha sido padre biológico de cuatro niños —el físico y activista republicano Charles T. Munger Jr., Emilie Munger Ogden, Barry A. Munger Y Philip R. Munger—y de dos hijastros: William Harold Borthwick y David Borthwick. El 6 de febrero de 2010, la segunda esposa de Munger, Nancy Barry Munger, murió en su casa a los 86 años.
Munger era republicano y brindó sus opiniones sobre una serie de temas políticos, incluidas las políticas de la administración Trump.
Munger era amante de la arquitectura y diseñó múltiples edificios, incluyendo edificios de la Universidad de Stanford y de la Universidad de Míchigan, así como la casa en la que habitaba hasta su fallecimiento.
Munger murió en un hospital de Santa Bárbara, California, el 28 de noviembre de 2023, a la edad de 99 años.